# Temple de Júpiter (Damasc)
El temple de Júpiter de Damasc, a Síria, és una edificació construïda pels romans, començat durant el govern d'August, i acabada durant el govern de Constanci II.
En el lloc, antigament, hi havia un temple arameu dedicat a Hadad; els romans l'associaven amb Júpiter, així que van reconstruir el temple en el seu nom. El temple atreia grans multituds durant els festivals i Damasc es va fer famosa per ser la ciutat de Júpiter. Teodosi I va transformar el temple en església i la va dedicar a Joan Baptista. Després que els musulmans prenguessin Damasc el 635 EC, l'església va ser compartida per les dues religions durant setanta anys, però finalment Al-Walid I la va transformar en mesquita, la mesquita dels Omeies.
Richard Pococke va publicar el 1745 un plànol del recinte del temple en la seva obra Description of the East and Some other Countries, Vol. II (Descripció de l'est i altres països, vol. II). El 1855, el reverend Josias Porter va publicar un plànol indicant 40 columnes o fragments de columnes que encara quedaven entre les cases de la zona. El 1921, Wulzinger i Watzinger van fer un plànol en què indicaven el períbols de 350 per 450 metres.
El 1979, va ser declarat Patrimoni de la Humanitat per la Unesco dins el conjunt "ciutat antiga de Damasc". El 20 de juny de 2013, la Unesco va incloure tots els llocs sirians en la llista del Patrimoni de la Humanitat en perill per alertar sobre els riscos a què estan exposats a causa de la Guerra Civil siriana.

## Construcció
Es creu que l'atri interior, o tèmenos, va ser acabat poc després del final del regnat d'August, el 14 EC. Estava envoltat per un altre atri o pati (períbol) que incloïa un mercat, i va ser construït en diverses etapes segons la disponibilitat de fons, i finalitzat a mitjans del primer segle. Tot seguit, es va construir la porta oriental o propileu. Al final del segon segle, durant el regnat de Septimi Sever, va ser testimoni d'importants millores amb un estil més ostentós.